# 法国战恋曲
《法国战恋曲》（法語：Suite Française）是一部2015年以二战为背景的浪漫剧情电影，由索尔·迪勃导演，改编自依蕾娜·內米洛夫斯基的同名小说。本片由米歇尔·威廉姆斯、马提亚斯·修奈尔 和克莉斯汀·史考特·湯瑪斯主演，讲述了一位法国村女和德国士兵之间的爱情故事。

## 反响
该片在英国的首映周末取得了503,928英镑的票房，在英国票房榜上达到第4位。截至2017年5月，《法国战恋曲》的全球票房已達930万美元。